# Llano Ceniza
Llano Ceniza är en ort i Mexiko.   Den ligger i kommunen San Felipe Tejalápam och delstaten Oaxaca, i den sydöstra delen av landet, 400 km sydost om huvudstaden Mexico City. Llano Ceniza ligger 1 675 meter över havet och antalet invånare är 143.
Terrängen runt Llano Ceniza är varierad. Runt Llano Ceniza är det ganska tätbefolkat, med 230 invånare per kvadratkilometer. Närmaste större samhälle är Oaxaca de Juárez, 16,1 km öster om Llano Ceniza. Trakten runt Llano Ceniza består i huvudsak av gräsmarker.